# Círculo de Estudios Soberanistas
El Círculo de Estudios Soberanistas es un organismo que trabaja en la confección de un argumentario jurídico que explicite la viabilidad del proceso de independencia de Cataluña. Presidido por el magistrado Alfons López Tena y el escritor y profesor de derecho Héctor López Bofill, no se encuentra ligado -de forma querida- a ningún partido político, a pesar de que el grupo estaría dispuesto a colaborar con los partidos políticos que han defendido el derecho a la autodeterminación: CiU, Esquerra Republicana de Cataluña y ICV. El grupo se autodefine como un 'brazo intelectual y académico' de un movimiento que pretende implicar toda la sociedad, tanto dirigentes políticos como empresariales y sociales.
El Círculo nació para dar respuesta al que se consideró un agotamiento de la vía autonomista que está trayendo Cataluña a una 'decadencia económica y social' y hace imposible desarrollar políticas competitivas y de bienestar y debilita la identidad cultural y lingüística.

## Creación
El Círculo se presentó a Barcelona el 10 de septiembre de 2007. En su manifiesto hacía un llamamiento a trabajar por la autodeterminación. El Círculo reúne intelectuales y profesionales de varias ramas.
En el acto de presentación, López Tena hacéis una defiende encarnizada de los nuevos catalanes, declarando que los independentistas no tenían por qué ir contra España, sino tan solo a favor de Cataluña: Yo soy hijo de andaluz. Quiero a España y la lengua castellana. Pero España no es mi país. Era el país de mi padre. Pero no es el mío'. 
El acto fundacional contó con el apoyo explícito del Scottish National Party (Partido Nacional Escocés) de Alex Salmond, a través del diputado Kenneth Gibson. El partido nacionalista que gobierna Escocia (2007) está decidido a convocar un referéndum de autodeterminación el año 2010. Gibson se mostró convencido de que los catalanes de origen andaluz o castellano también se beneficiarían de una Cataluña independiente: "Ha llegado la hora de la independencia. No veo ninguna razón por la cual Cataluña no pueda ser un estado independiente", afirmó.
López Bofill exhortó: 'Vista la crisis palpable que vive la sociedad catalana en todos los ámbitos: social, económico, cultural, lingüístico, y la situación de parálisis de la clase política, la única salida es la independencia'.

## Miembros
Entre los miembros de la plataforma están Carme Laura Gil, Jaume Renyer, Pilar Dellunde, Roger Buch, Fèlix Martí, Albert Batalla, Miquel de Palol, Xavier Solano, Víctor Alexandre y Albert Royo. La intención del Círculo es de trazar la 'hoja de ruta' hacia la independencia, un hito, dicen, que tiene que llegar 'en todo caso, antes del 2014'.